# Cristóbal López Romero
Cristóbal López Romero (Vélez-Rubio, 19 maggio 1952) è un cardinale e arcivescovo cattolico spagnolo, dal 29 dicembre 2017 arcivescovo di Rabat.

## Biografia
È nato a Vélez-Rubio, in provincia e diocesi di Almería, il 19 maggio 1952.

### Formazione e ministero sacerdotale
Nel 1964 è entrato nella Famiglia salesiana, professando i primi voti il 16 agosto 1968, all'età di sedici anni, e facendo la professione solenne ventiduenne, il 2 agosto 1974. Dopo aver completato gli studi secondari nel seminario salesiano di Gerona, tra il  1973 e il 1979 ha completato gli studi prima in filosofia e poi in teologia presso il seminario salesiano di Barcellona. Inoltre nel 1982 si è diplomato in scienze dell'informazione, sezione giornalismo, presso l'Università autonoma di Barcellona.
Il 19 maggio 1979 è stato ordinato presbitero, a Barcellona, dal cardinale Narciso Jubany Arnau.
Ha svolto diversi incarichi per il suo ordine e come parroco, in Spagna, in America Latina ed in Marocco. È stato provinciale dei salesiani in Paraguay ed in Bolivia.

### Ministero episcopale e cardinalato
Il 29 dicembre 2017 papa Francesco lo ha nominato arcivescovo di Rabat; è succeduto a Vincent Landel, S.C.I. di Béth., dimessosi per raggiunti limiti di età. Ha ricevuto l'ordinazione episcopale il 10 marzo 2018, nella cattedrale di San Pietro a Rabat, per imposizione delle mani del cardinale Juan José Omella Omella, arcivescovo metropolita di Barcellona, co-consacranti il cardinale Carlos Amigo Vallejo, O.F.M., arcivescovo emerito di Siviglia, e Vito Rallo, arcivescovo titolare di Alba e nunzio apostolico in Marocco. Durante la stessa celebrazione ha preso possesso dell'arcidiocesi.
Dal 30 al 31 marzo 2019 ha accolto il pontefice nel suo viaggio apostolico in Marocco.
Dal 24 maggio 2019 al 25 febbraio 2022 è stato anche amministratore apostolico di Tangeri.
Il 5 ottobre 2019 papa Francesco lo ha creato cardinale presbitero di San Leone I, un evento molto festeggiato in Marocco. Ha preso possesso del titolo cardinalizio il 16 febbraio 2020.
Dal 15 febbraio 2022 al febbraio del 2025 è stato presidente della Conferenza episcopale regionale del Nordafrica.
Il 7 e 8 maggio 2025 ha partecipato come cardinale elettore al conclave che ha portato all'elezione di papa Leone XIV.

## Genealogia episcopale e successione apostolica
La genealogia episcopale è:
- Cardinale Scipione Rebiba
- Cardinale Giulio Antonio Santori
- Cardinale Girolamo Bernerio, O.P.
- Arcivescovo Galeazzo Sanvitale
- Cardinale Ludovico Ludovisi
- Cardinale Luigi Caetani
- Cardinale Ulderico Carpegna
- Cardinale Paluzzo Paluzzi Altieri degli Albertoni
- Papa Benedetto XIII
- Papa Benedetto XIV
- Papa Clemente XIII
- Cardinale Marcantonio Colonna
- Cardinale Giacinto Sigismondo Gerdil, B.
- Cardinale Giulio Maria della Somaglia
- Cardinale Carlo Odescalchi, S.I.
- Cardinale Costantino Patrizi Naro
- Cardinale Serafino Vannutelli
- Cardinale Domenico Serafini, Cong. Subl. O.S.B.
- Cardinale Pietro Fumasoni Biondi
- Cardinale Antonio Riberi
- Arcivescovo Gabino Díaz Merchán
- Arcivescovo Elías Yanes Álvarez
- Cardinale Juan José Omella Omella
- Cardinale Cristóbal López Romero, S.D.B.

La successione apostolica è:
- Arcivescovo Nicolas Pierre Jean Lhernould (2020)
- Arcivescovo Emilio Rocha Grande, O.F.M. (2023)